# Estadio Arsenal (Tula)
El Estadio Central Arsenal (del ruso: Центральный стадион «Арсенал») es un estadio multiusos de la ciudad de Tula, Rusia. Fue inaugurado en 1959 y sirve, principalmente, para la práctica del fútbol. El equipo local del Arsenal Tula disputa en este estadio sus partidos como local. Tiene una capacidad para 20 048 espectadores.

## Historia
El estadio fue inaugurado 29 de agosto de 1959 cerca del centro de Tula, originalmente con el nombre Tula Luzhniki. Con los años, el estadio también ha llevado el nombre de Trud («trabajo») y Estadio del 50 Aniversario del Komsomol Lenin. El 29 de agosto de 1959 se disputó el primer partido de fútbol n el estadio entre el Trud Tula y el Fili Moscú.
A finales de los años 1990 el estadio fue remodelado y adecuado a los requisitos UEFA. Se instaló un videomarcador, un nuevo césped, sistema de calefacción y de auto riego, mejoras en la iluminación, nuevos vestuarios y la sustitución de los asientos de madera por individuales de plástico. Además, se completó la grada norte y se cubrieron las demás gradas.
El 19 de mayo de 1999 se celebró en este estadio, por primera vez, un amistoso de la selección de Rusia, que se midió a Bielorrusia y acabó con empate a un gol.